# Eubordeta
Eubordeta là một chi bướm đêm thuộc họ Geometridae.

## Các loài
- Eubordeta eichhorni Rothschild, 1904
- Eubordeta flammea Jordan, 1912
- Eubordeta flammens Bethune-Baker, 1910